# Zolbetuximab
Zolbetuximab (Markenname Vyloy; Hersteller Astellas Pharma) ist ein monoklonaler Antikörper, der in der Behandlung von bestimmten Krebserkrankungen eingesetzt wird.

## Anwendung
Zolbetuximab ist in Kombination mit einer 5-Fluoruracil- und Platin-haltigen Chemotherapie für die Erstlinienbehandlung erwachsener Patienten mit lokal fortgeschrittenem, inoperablem oder metastasiertem HER-2-negativen Adenokarzinom des Magens (Magenkarzinom) oder des gastroösophagealen Übergangs zugelassen. Im Vorfeld der Behandlung muss der Tumorstatus im Bezug auf das Vorhandensein von Claudin-18.2 erfolgen. Für eine Therapie mit Zolbetuximab kommen Patienten mit einem Claudin-18.2-positiven Tumor infrage. Claudin-18.2 ist ein Transmembranprotein, welches bei etwa 38 % der Patienten mit den genannten Krebsarten exprimiert wird.
Die Applikation erfolgt als intravenöse Infusion. Die Dosis basiert auf der Körperoberfläche des Patienten, wobei initial eine höhere Dosierung zum Einsatz kommt als im Rahmen der Erhaltungsdosis. Die Dosierungsschemata sind der Arzneimittelfachinformation des Präparates zu entnehmen. Vor der Infusion von Zolbetuximab sind Prämedikationen mit Antiemetika und möglicherweise auch mit systemischen Corticosteroiden erforderlich, um Nebenwirkungen zu minimieren.

## Pharmazeutische Angaben
Zolbetuximab ist ein Proteinwirkstoff, der durch rekombinante-DNA-Technologie mittels CHO-Zellen hergestellt wird. Das Arzneimittel wird als Pulver für ein Konzentrat zur Herstellung einer intravenösen Infusionslösung in den Verkehr gebracht. Das Pulver wird vor der Anwendung nach Vorgabe der Fach- oder Gebrauchsinformation des Präparates mit Wasser für Injektionszwecke gelöst und zur Applikation in isotonischer Kochsalzlösung verdünnt.

## Pharmakokinetik
Zolbetuximab wird intravenös verabreicht und hat eine dosisproportionale Pharmakokinetik. Bei einer Dosis von 800/ 600 mg/ m2 alle drei Wochen wurde der Steady State nach 24 Wochen erreicht (Cmax 453 µg/ ml, mittlere AUCtau 4125 Tag · µg/ ml). Bei einem Dosierschema von 800/ 400 mg/ m2 alle zwei Wochen wird der Steady State nach etwa 22 Wochen erreicht (Cmax 359 µg/ ml, mittlere AUCtau 2758 Tag · µg/ ml). Das geschätzte Verteilungsvolumen im Steady State beträgt 5,5 Liter. Die Plasmahalbwertszeit von Zolbetuximab variiert zwischen 7,6 und 15,2 Tagen. Zolbetuximab wird im Körper in kleine Peptide und Aminosäuren abgebaut. Diese Biotransformation ist typisch für monoklonale Antikörper und führt zu einem Verlust der ursprünglichen Struktur, wobei die abgebauten Produkte in der Regel über den Urin ausgeschieden werden. Zolbetuximab überwindet ferner die Plazentaschranke.

## Wirkmechanismus
Zolbetuximab ist ein monomerer, chimärer (Maus/ Mensch) IgG1-Antikörper (IgG1κ), der speziell gegen das Tight-Junction-Molekül Claudin-18.2 gerichtet ist. Diese Struktur ermöglicht die Bindung des Antikörpers an Claudin-18.2-positiv exprimierte Zellen. Durch diese Bindung wird eine zellvermittelte Zytotoxizität ausgelöst, sowohl durch antikörperabhängige zellvermittelte Zytotoxizität (ADCC) als auch durch komplementabhängige Zytotoxizität (CDC), was zum Abbau der Tumorzellen führt.

## Wirksamkeit und Nebenwirkungen

### Wirksamkeit
Zolbetuximab wurde auf der Grundlage von zwei großen Phase-III-Studien zugelassen: der SPOTLIGHT- und der GLOW-Studie. Die Substanz hat in den Studien eine signifikante Verbesserung des progressionsfreien Überlebens (PFS) und des Gesamtüberlebens (OS) gezeigt. In der SPOTLIGHT-Studie erzielte die Kombination von Zolbetuximab mit mFOLFOX6 (Oxaliplatin, Folinsäure und Fluorouracil) ein medianes PFS von 10,61 Monaten im Vergleich zu 8,67 Monaten bei Placebo. In der GLOW-Studie wurden ähnliche Ergebnisse mit der Kombination von Zolbetuximab und CAPOX (Oxaliplatin und Capecitabin) erzielt.

### Nebenwirkungen
Zu den häufigsten Nebenwirkungen von Zolbetuximab gehören Übelkeit (77,2 %), Erbrechen (66,9 %), verminderter Appetit (42 %), Neutropenie (30,7 %), Gewichtsverlust (21,9 %), Fieber (17,4 %), Hypoalbuminämie (17,1 %), periphere Ödeme (13,9 %). Infusionsbedingte Reaktionen treten bei 3,2 % der behandelten Patienten auf. Die vollständige Auflistung der bekannten Nebenwirkungen ist der Arzneimittelfachinformation des Präparates zu entnehmen.

### Präklinische toxikologische Daten
Im Tierversuchsmodell (Maus, 13 Wochen; Javaneraffe, 4 Wochen) konnten in einer relativen Überdosierung, die dem 6,1- bis 7-fachen der Dosis für Menschen entsprach (berechnet auf Basis der AUC und einer empfohlenen Dosis von 600 mg/ m2), keine toxischen Effekte auf das Herz-Kreislauf-System, das Atmungssystem oder das zentrale Nervensystem beobachtet werden. Im Mausmodell konnten bei trächtigen Weibchen keine Hinweise auf einen schädlichen Einfluss auf die fetale Entwicklung festgestellt werden, Missbildungen oder sonstige Abnormalitäten traten bei den Jungtieren nicht auf.

## Trivia
Die Entwicklung des Arzneistoffs erfolgte unter der Bezeichnung IMAB362 durch das von Uğur Şahin und Özlem Türeci gegründete Biotech-Unternehmen Ganymed Pharmaceuticals, welches schließlich von Astellas Pharma aufgekauft wurde.